# Eulalia expusilla
Eulalia expusilla är en ringmaskart som beskrevs av Pleijel 1987. Eulalia expusilla ingår i släktet Eulalia och familjen Phyllodocidae. Arten är reproducerande i Sverige. Inga underarter finns listade i Catalogue of Life.